# Luta livre
La Luta Livre (lucha libre en portugués) es un arte marcial y sistema de combate híbrido desarrollado en Brasil a mediados del siglo XX. Proviene principalmente del judo y el catch wrestling, y hace hincapié en la lucha en el suelo y el agarre. Su mayor particularidad frente a disciplinas semejantes es que se practica sin gi, por lo que prevalecen las técnicas destinadas a las articulaciones y los estrangulamientos.

## Historia
Este arte fue creado por Euclydes "Tatu" Hatem, que ganó una enorme popularidad al derrotar en la década de 1940 al maestro de jiu-jitsu brasileño George Gracie, perteneciente a la famosa familia Gracie. La luta livre empezó a ser influenciada por los desarrollos de dos aprendices de Tatu, los hermanos Fausto y Carlos Brunocilla, así como de Roberto Leitao, que contribuyó enormemente al refinamiento del arte. Los practicantes de luta livre estaban dispuestos a absorber cualquier influencia, y cuando el muay thai llegó a Brasil de manos de Nelio Naja, los lutadores incorporaron su striking a la luta livre. Este eclecticismo chocó con el aislacionismo del jiu-jitsu brasileño, disciplina que se convertiría en rival de la luta livre en el circuito de vale tudo.

## Estilos
La luta livre está dividida en dos estilos.
- Luta livre esportiva: es la variante dedicada a la competición. Podría describirse como esencialmente grappling sin gi, pues no se permite golpear al oponente.

- Luta livre vale tudo: como su nombre indica, es la variante aplicada al vale tudo. Además del grappling, se permite golpear al oponente, lo que la asemeja a las artes marciales mixtas. Cuenta con técnicas de golpeo tomadas del muay thai.

## Atletas en UFC
Este arte cuenta con representantes en Ultimate Fighting Championship, que son Enrique Barzola, Claudio Puelles ,Darren Till y  Jai Herbert .